# An Episode
An Episode è un cortometraggio muto del 1914 diretto da Phillips Smalley e Lois Weber.

## Trama
Juan, proprietario di una grande ranch, ama Carita, la figlia di un vicino. Ma il loro amore viene ostacolato dagli intrallazzi di Betty, un'avventuriera che ha puntato gli occhi sul ricco allevatore.

## Produzione
Il film fu prodotto dalla Rex Motion Picture Company.

## Distribuzione
Distribuito dalla Universal Film Manufacturing Company, il film uscì nelle sale cinematografiche statunitensi il 30 aprile 1914.